# 엔셀라두스 및 타이탄 탐사선
엔셀라두스 및 타이탄 탐사선(영어: Explorer of Enceladus and Titan, E2T)는 엔셀라두스와 타이탄을 탐사하는 탐사선으로, NASA와 ESA의 합작 탐사선이다. 목적은 타이탄과 엔셀라두스의 바다의 생명체 존재 가능성을 판단하는 것이다. 특이사항으로 M5 후보였으나 탈락했다.

## 역사와 제작배경
2017년, 엔셀라두스와 타이탄 탐사선이 코스믹 비전의 M5 후보로 정해졌다. 이후, NASA가 콜라보레이션 제안을 맺어오며 탐사선은 ESA와 NASA가 함께 만들기로 결정했다. 그러나, 취소되었다.

## 과학장비
INMS:엔셀라두스와 타이탄에서 나오는 가스를 질량분석하는 기계로, 엔셀라두스의 수증기의 성분과 표면 성분을 아는 것이 목적이다.
TIGER:카메라로, 엔셀라두스와 타이탄의 표면 사진과 풍경을 찍는 것이 목적이다.
RSE:질량분석기로, 타이탄 대기와 엔셀라두스의 대기를 탐사하는 것이 목적이다.

## 지원, 개발, 투자
- NASA
- JPL
- 록히드마틴
- ESA

## 같이 보기
- 생명의 기원
- 우주생물학
- 엔셀라두스 탐사선
- 엔셀라두스 생명체 탐사선
- 유로파 클리퍼
- JET (우주선)
- LIFE (우주선)